# Mursia minuta
Mursia minuta is een krabbensoort uit de familie van de Calappidae. De wetenschappelijke naam van de soort is voor het eerst geldig gepubliceerd in 2007 door Spiridonov & Apel.